# Funkcja grzebieniowa

Wykres funkcji grzebieniowej jako szeregu impulsów Diraca

Funkcja grzebieniowa – dystrybucja, której głównym zastosowaniem jest teoretyczny opis próbkowania natychmiastowego; potoczna nazwa szeregu impulsów Diraca położonych w równych odstępach czasu {\displaystyle T,}
{\displaystyle \operatorname {comb} _{T}=\sum _{n=-\infty }^{+\infty }\delta _{nT},}
gdzie:
{\displaystyle \delta _{nT}} – impuls Diraca {\displaystyle \delta } „przesunięty” do punktu {\displaystyle nT} (tzn. {\displaystyle \delta _{nT}(\varphi )=\varphi (nT)} dla dowolnej funkcji próbnej {\displaystyle \varphi })
bywa również oznaczany za pomocą dużej litery cyrylicy Ш (czyt. „sza”), ze względu na jej graficzne podobieństwo do trzech kolejnych impulsów Diraca. Formalnie szereg ten nie jest zbieżny, dlatego nie może być uważany za funkcję. Zwykle oznacza się go: {\displaystyle \operatorname {comb} =\operatorname {comb} _{1}=\sum _{n}\delta _{n}.}
Funkcja grzebieniowa jest funkcją własną (a nawet idempotentem) transformacji Fouriera:
{\displaystyle {\mathcal {F}}(\operatorname {comb} )=\operatorname {comb} ,}
co jest całkowicie równoważne ze wzorem sumacyjnym Poissona; podobnie
{\displaystyle {\mathcal {F}}(\operatorname {comb} _{T})={\tfrac {1}{T}}\operatorname {comb} _{\frac {1}{T}},}